# Berestivka, Volodîmîreț
Berestivka (în ucraineană Берестівка) este localitatea de reședință a comunei Berestivka din raionul Volodîmîreț, regiunea Rivne, Ucraina.

## Demografie
Componența lingvistică a localității Berestivka
     Ucraineană (99,43%)
     Alte limbi (0,57%)
Conform recensământului din 2001, majoritatea populației localității Berestivka era vorbitoare de ucraineană (99,43%), existând în minoritate și vorbitori de alte limbi.